# Alexandre-François Debain
Alexandre-François Debain (ur. 6 lipca 1809 w Paryżu, zm. 3 grudnia 1877 tamże) – francuski budowniczy instrumentów muzycznych.

## Życiorys
Początkowo kształcił się na stolarza, w wieku 16 lat rozpoczął natomiast praktykę w zakładach produkujących fortepiany. Terminował w firmach Merciera, Papego i Érarda. W 1834 roku założył własny zakład produkujący instrumenty. Eksperymentował z konstrukcją fisharmonii, w 1840 roku opatentowując jej ostateczną, używaną do dziś formę. Budował także inne mechaniczne instrumenty muzyczne, w tym prototyp pianoli zwany antifonel (1846), połączenie fortepianu i fisharmonii zwane claviharmonium (1846) i odmianę fisharmonii zwaną harmonicorde (1851). Jego instrumenty prezentowane były na wystawach światowych w Londynie (1851, 1862), Paryżu (1855) i Nowym Jorku (1853), zdobywając liczne medale.
Kawaler Legii Honorowej (1860).